# Thermische zonne-energie

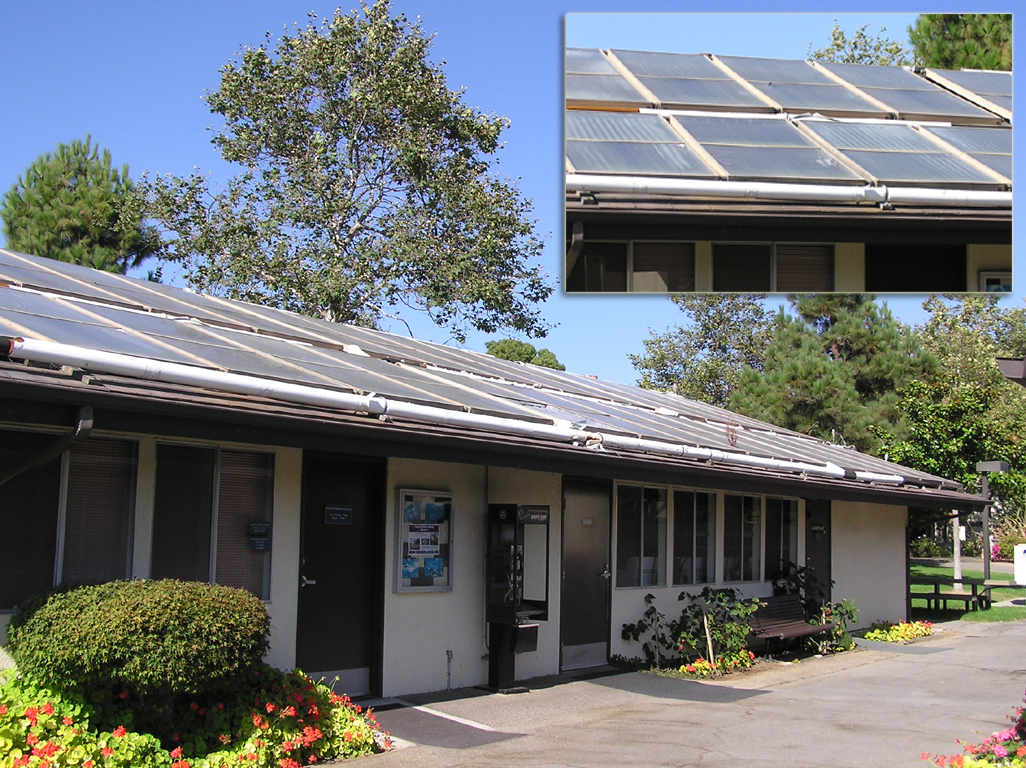
Middentemperatuurcollectoren

Thermische zonne-energie is een verzamelbegrip voor warmtewinning uit bestraling door de zon.

## Indeling
Thermische zonnecollectoren worden gedefinieerd als lage-, midden- of hogetemperatuurverzamelaars. Lagetemperatuurcollectoren zijn vlakke platen die meestal gebruikt worden voor het verwarmen van zwembaden. Middentemperatuurcollectoren zijn ook meestal vlakke platen, maar die worden gebruikt voor het maken van warm water voor huishoudelijk en commercieel gebruik. Hogetemperatuurverzamelaars (concentrated solar power, CSP) concentreren het zonlicht met behulp van spiegels of lenzen en worden zeer hoge temperaturen bereikt voor stoomproductie of voor chemische reacties. De warmte kan opgeslagen worden zodat het systeem ook elektriciteit kan leveren als de zon niet schijnt. Dit is een voordeel ten opzichte van zonnepanelen, maar die werken ook met diffuus zonlicht en zijn daarom meer geschikt dan CSP in landen met een vaak bewolkte hemel.
In 2014 wisten Australische onderzoekers voor het eerst superkritische stoom te produceren met een zonne-toren. Hierdoor ontstaan er geen bubbels, waardoor het rendement omhoog gaat.

## Hoge temperatuur

### Torensystemen

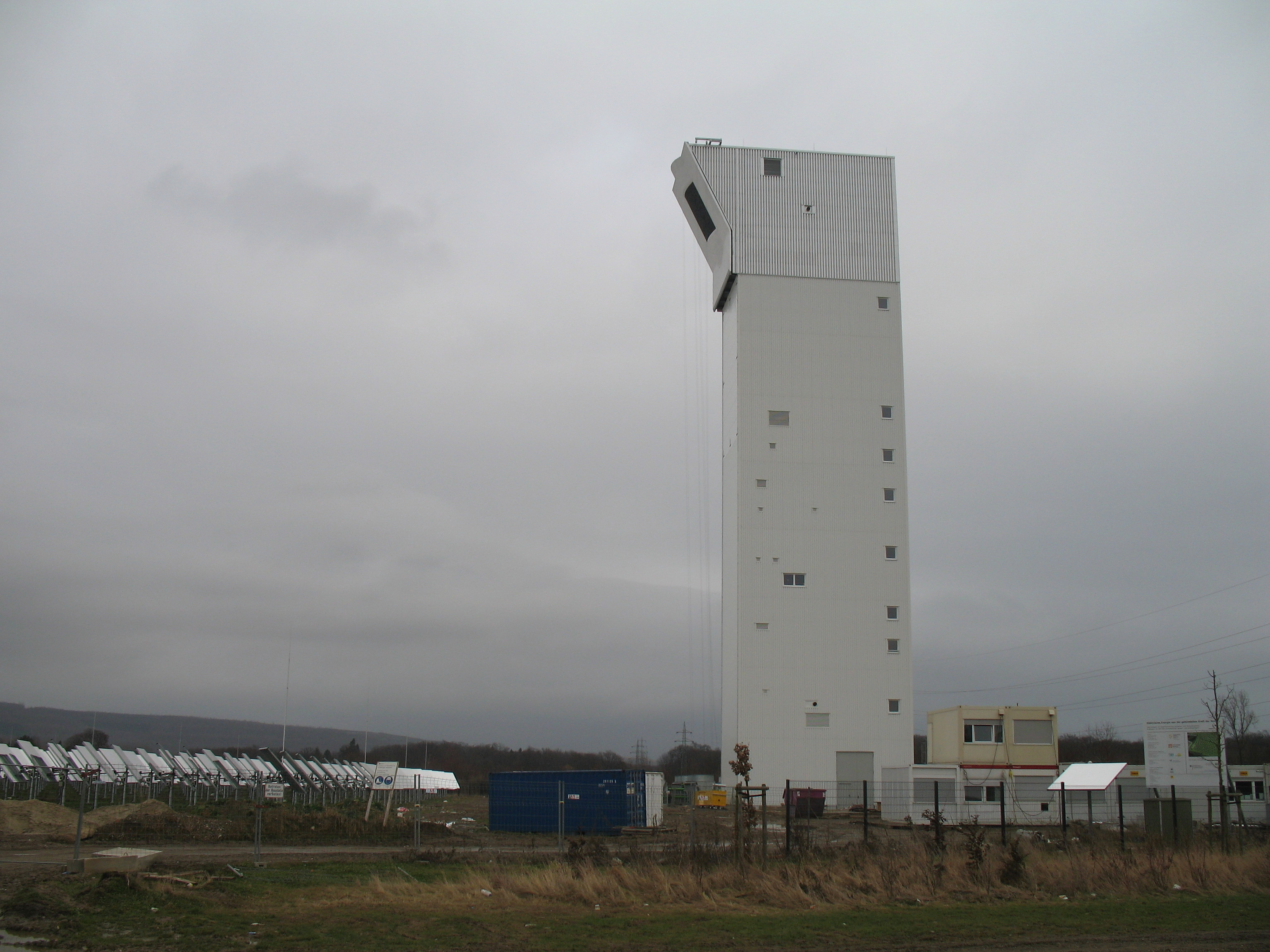
Een zonnetoren in het Duitse plaatsje Jülich

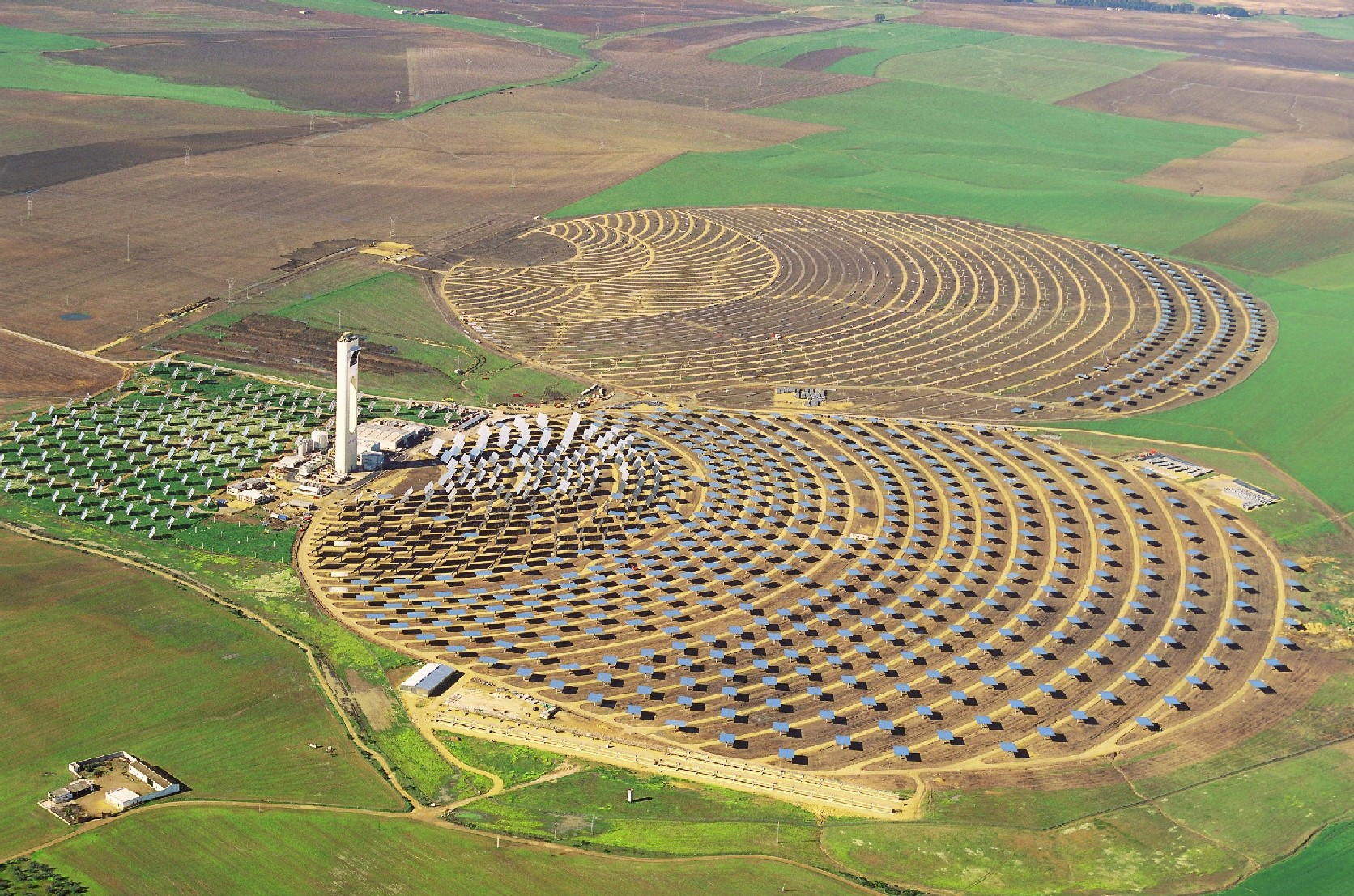
Zonne-energiecentrale bij Sevilla

Spiegels reflecteren de zon op een centraal punt, gewoonlijk hooggeplaatst in een toren. De spiegels kunnen met de zon meedraaien, zodat ze de hele dag naar hetzelfde punt de zon reflecteren. Hier ontstaat een temperatuur van meer dan 1000°C. Hiermee kan een stoomturbine efficiënt worden aangedreven en elektriciteit worden opgewekt. De warmte kan ook worden opgeslagen, bijvoorbeeld in de vorm van vloeibaar gemaakt natrium of de warmte kan direct voor chemische processen worden gebruikt.
Hoewel dit systeem een toren gebruikt, is het niet te verwarren met een zonnetoren, die met lage temperaturen werkt.

### Parabolische trog
Een parabolische trog is een langgerekte spiegel met een U-profiel. In doorsnede heeft hij een paraboolvorm. In het brandpunt van de parabool loopt een buis met een vloeistof, die wordt opgewarmd tot boven de 400°C en wordt omgezet in stoom onder hoge druk om een turbine aan te drijven. De troggen draaien alleen met hun lengteas met de zon mee.

### Parabolische schotel
Zoals de naam al aangeeft, gebruikt een dergelijk systeem een parabolische, schotelvormige spiegel om het licht te bundelen. Zo'n schotel heeft een diameter van ongeveer 10 meter. De receptor bevindt zich in het brandpunt van de schotel. Daar wordt lucht verhit tot zo'n 1000°C. 
Hier kan zich een stirlingmotor bevinden die de warmte omzet in beweging, die vervolgens weer in elektriciteit wordt omgezet door een dynamo.

## Invloed geografie

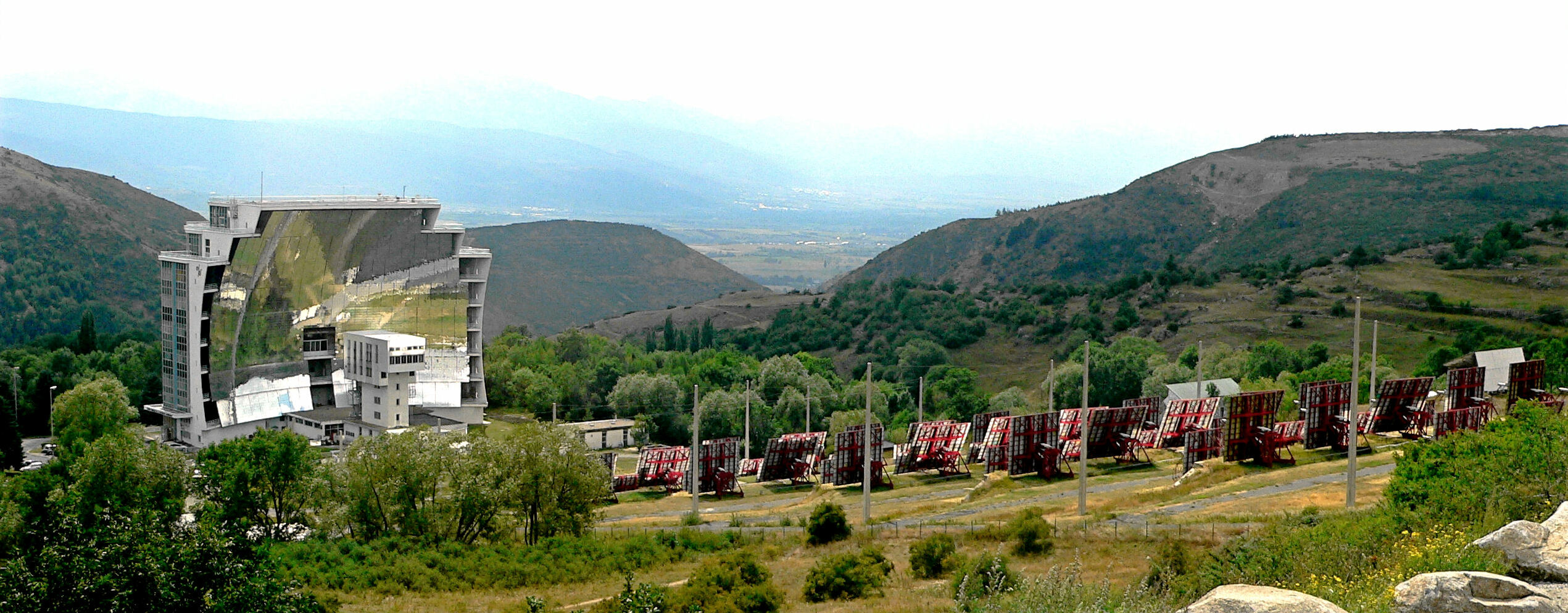
In Font-Romeu-Odeillo-Via staat deze zonneoven, die niet gebruikt wordt om elektriciteit op te wekken maar om te experimenteren. Zo zijn de neuskegels van enkele ruimteveren hier getest op hittebestendigheid. De oven heeft een combinatie van beweegbare vlakke spiegels en een vaste parabolische spiegel.

Systemen voor geconcentreerde thermische energie bestaan altijd uit spiegels en/of lenzen die het directe zonlicht bundelen en een receptor met daarin een vloeistof die door het gebundelde licht verhit wordt. Het diffuse deel van het zonlicht, dat wil zeggen het deel van het licht dat verstrooid is door wolken en deeltjes in de atmosfeer, is niet te bundelen en wordt daarom door dit soort systemen niet gebruikt. Daardoor zijn thermische zonne-energiesystemen alleen geschikt voor gebieden met weinig bewolking. In Nederland bestaat bijvoorbeeld gemiddeld 60% van het licht uit diffuus licht. Thermische zonne-energie kan dus niet worden toegepast in Nederland en Vlaanderen, maar er is wel voldoende zonnekracht binnen de keerkringen en in het zuiden van Spanje, Italië en Griekenland.
In Europa staan alleen een aantal relatief kleine testsystemen bij het onderzoekscentrum in Almería in Spanje en in proefprojecten in de Pyreneeën. Bij Kramers Junction in de woestijn van Californië staan sinds midden jaren tachtig enkele grootschaliger systemen van 350 tot 360 megawatt. Nieuwe systemen staan gepland voor de VS, Spanje, Marokko, Egypte en India. In 2013 is de zeer grote Ivanpah-zonnecentrale in Californië in gebruik genomen. Deze heeft een bruto opgesteld vermogen van 392 megawatt. Rond 22 januari 2008 kwam het Amerikaanse bedrijf Stirling Energy Systems met het plan om op grote schaal elektriciteit uit zonne-energie te gaan opwekken in de Californische woestijn. De bouw van de centrales zou in 2009 moeten beginnen en zal samengesteld worden uit vele eenheden van beperkte omvang. Elke eenheid zou bestaan uit een staalconstructie die een twaalf meter hoge focusserende zonnespiegel draagt die een stirlingmotor van energie voorziet.
Theoretisch kunnen spiegelcentrales in de Sahara in een gebied ter grootte van Frankrijk (1/5 van de Sahara) voorzien in het huidige (anno 2007) mondiale energieverbruik. In Europa weerhouden twee praktische obstakels echter investeerders. De samenwerking tussen de Europese en Noord-Afrikaanse landen is van dien aard dat investeringsrisico's groter zijn in Noord-Afrika dan binnen de EU. Het tweede obstakel is de organisatie van het transport van de elektriciteit tussen de continenten, hoewel er al hoogspanningsleidingen bestaan. Prins Hassan bin Talal van Jordanië bood op 28 november 2007 namens de Trans-Mediterranean Renewable Energy Cooperation (TREC) het witboek Clean Power from Deserts aan het Europees Parlement aan. Daarin wordt gepleit voor 10 miljard euro aan investeringen in CSP-ontziltingscentrales in Noord-Afrika en het Midden-Oosten.

## Energieopslagtechnieken
Energieopslagcapaciteit speelt een belangrijke rol om fluctuaties in energieproductie en -afname te compenseren. Energieopslagtechniek wordt gebruikt naast het op- en afregelen van centrales om een elektriciteitsnetwerk te balanceren. Gesmolten zout, een mengsel van kalium, calcium en natriumnitraat, kan goed geïsoleerd een week voldoende heet blijven. Faseovergangsmateriaal (phase-change material, PCM) neemt warmte op als het smelt en geeft die warmte af als het stolt.